# 温泉街のメデューサ
『温泉街のメデューサ』（おんせんがいのメデューサ）は、轍平による日本の漫画作品。『少年ジャンプ+』（集英社）2015年2月16日から2016年3月14日まで連載された。『週刊少年ジャンプ』（集英社）2015年28号に読切を出張掲載した。

## あらすじ
温泉街に暮らす女子高校生・加賀地巳里はメデューサ症候群を抱え、頭に蛇が生えている。そのため人見知りで友達もいなかった。しかし、蛇好きのクラスメイト不動鷹戟が彼女の頭に生えている蛇に興味を持って寄ってくるようになる。

## 登場人物
加賀地 巳里（かがち みさと）
本作の主人公。高校1年生の女子生徒。「メデューサ症候群（メデュ症）」の持ち主。メデュ症のため、頭部に5匹の蛇を持つ。普段は黄緑色の髪だが「メデュ症調整日」には髪が黒く変色する。また、自身と（裸眼で）目が合った者が石化する為、それを防ぐ特殊レンズメガネを着用している。
不動 鷹戟（ふどう たかほこ）
高校1年生の男子生徒。巳里のクラスメイト。蛇好き（ただし、親が蛇を苦手としているため飼育経験は無い）。巳里の頭に生えている蛇に興味を持っている。
菅 慎矢（すが まきや）
高校1年生の男子生徒。不良。巳里に片思いをしているが、恥かしがり屋なので告白できずにいる。

## 用語
メデューサ症候群
「頭に蛇を持ち、目が合った者を石化してしまう」症候群。ギリシア神話のメドゥーサにちなむ。
この症状を持つ者は、相手を石化しないように特殊レンズメガネを着用している。石化した者は、戻しスプレー（後述）をかけるか、この症状を持つ者の体液をつけると元に戻るが、5分以内に戻さないと心臓が止まる。
頭部の蛇は独立した意思を持つが、宿主の感情が極度に昂った場合は宿主の意思に統一される。
メデュ症調整日
体のバランスを保つために熱を出している。この調整日の間は、頭の蛇達の言葉が理解できるようになる。公休扱いになる。

戻しスプレー
石化してしまった人を元に戻すスプレー。メデュ症の症状を持つ者の血液を病院で採取して作られたもの。

## 書誌情報
- 轍平『温泉街のメデューサ』集英社〈ジャンプ・コミックス〉、全4巻
  1. 2015年6月4日発売[集 1]、ISBN 978-4-08-880398-2
  2. 2015年9月4日発売[集 2]、ISBN 978-4-08-880481-1
  3. 2015年12月4日発売[集 3]、ISBN 978-4-08-880522-1
  4. 2016年5月7日発売[集 4]、ISBN 978-4-08-880639-6